# か行
か行（かぎょう）とは、日本語の五十音図の2番目の行である。仮名「か」「き」「く」「け」「こ」が含まれる。どの仮名も子音と母音からなる音節またはモーラを表す。

## 発音

### 清音
清音か行の頭子音の音素は /k/ である。音声学的には、か行各音の頭子音は無声軟口蓋破裂音 [k] で、舌の後部を口蓋の奥の部分（軟口蓋）に押しあて一旦閉鎖した上で破裂させることで発する無声子音である。ただし「き」の頭子音は硬口蓋化するため、調音点が他のか行音より前方推移して後部硬口蓋になる。
ローマ字では日本式・ヘボン式ともに ka ki ku ke ko と表記される。

### 濁音
か行の仮名に濁点をつけて表記される濁音が行（が・ぎ・ぐ・げ・ご）の頭子音の音素は /ɡ/ である。日常的に鼻濁音を使う話者の場合は、この頭子音は文節の頭では清音のそれを有声化した有声軟口蓋破裂音 [ɡ]、それ以外では軟口蓋鼻音 [ŋ] に、日常的に鼻濁音を使わない話者の場合は、この頭子音は文節の頭および撥音「ん」の後では有声軟口蓋破裂音、撥音の後を除く文節中・文節尾では有声軟口蓋摩擦音 [ɣ] またはそれに近い音（閉鎖密着の度合いが弱い有声軟口蓋破裂音）に発音される。「ぎ」の頭子音は、「き」の場合と同様に硬口蓋化して調音点が前方推移する。
ローマ字では日本式・ヘボン式ともに ga gi gu ge go と表記される。日常的に鼻濁音を使う地域は、共通語の基盤となった東京方言が話される地域を中心に東日本から以北に広がっている。一方で中国、四国以西の地域ではほとんど鼻濁音は使われない。

### 拗音
- か行とが行のい段音を第一文字とする開拗音 「きゃ」「きゅ」「きょ」と「ぎゃ」「ぎゅ」「ぎょ」 の頭子音の音素はそれぞれ /kj/ と /ɡj/ である。その発音は「き」および「ぎ」の頭子音とまったく同様である。ローマ字では日本式・ヘボン式ともに kya kyu kyo および gya gyu gyo と表記される。
- 伝統的に使われた合拗音「くゎ」「ぐゎ」は、現在はほとんど使われない。これらは、現在ではほとんどの地域で「か」「が」と発音され、現代仮名遣いでは「か」「が」と書かれる。ローマ字はヘボン式では ka ga だが、日本式では kwa gwa である。

### 外来語の表記
- 「クァ」（クヮ）「クィ」「クェ」「クォ」は『外来語の表記』第2表に挙げられており、外来語の原音または原綴りになるべく近づけて書き表そうとする場合に使われる仮名である。日本語では「クア」「クイ」「クエ」「クオ」や「クワ」「クウィ」「クウェ」「クウォ」または「カ」「キ」「ケ」「コ」と発音され、またそのように表記される場合もある。クァルテット（カルテット）・クェスチョン（クエスチョン）など。
- 「グァ」（グヮ）は『外来語の表記』第2表に挙げられており、外来語の原音または原つづりになるべく近づけて書き表そうとする場合に使われる仮名である。日本語では「グア」または「ガ」と発音され、またそのように表記される場合もある。パラグァイ（パラグアイ）・グァテマラ（グアテマラ・ガテマラ）など。

- 「キェ」は『外来語の表記』の表中では挙げられていないが、たまに使われることがある（例えばキェルケゴール(キルケゴール)など）。

### 「き」「く」の後にか行の音が連続する場合の促音化
「き」「く」の後に他の「か行」の音が連続する場合、モーラに合わせて促音化することがある。「学校→がくこう→がっこう([gäkːo̞ː])」「赤血球→せきけつきゅう→せっけっきゅう([se̞kːe̞kːʲɯ̹ː])」。ただし「的確」「毒気」など促音とならず表記・発音される場合もある。この場合は最初のか行の母音が無声化して発音されることが多い。「的確→てきかく→てｋかｋ([te̞kʲi̥käkɯ̥])「毒気→どくけ→どｋけ([do̞kɯ̥ke̞])」。

## か行の仮名の由来
平仮名、片仮名のか行はそれぞれ次の漢字に由来している。
| 平仮名 | 漢字 |    | 片仮名               | 漢字 |
| か     | 加   | カ | 加の偏から           |      |
| き     | 幾   | キ | 幾の上部の転じたもの |      |
| く     | 久   | ク | 久の最初の二画       |      |
| け     | 計   | ケ | 介を略したもの       |      |
| こ     | 己   | コ | 己の最初の二画       |      |

変体仮名として以下に示す漢字に由来するものも用いられた。
- か - 可、閑、家、我
- き - 支、起、貴、喜
- く - 具、倶、九、求
- け - 介、希、遣、気
- こ - 古、故、許、期

## 上代特殊仮名遣
万葉仮名では「き」「け」「こ」とそれらの濁音には甲乙二種の使い分けが見られる。それぞれ次の二群に分けられる（上代特殊仮名遣い）。
|    | 甲類             | 乙類               |
| -- | ---------------- | ------------------ |
| き | 伎岐吉棄支企など | 紀幾貴奇寄綺など   |
| ぎ | 伎岐陣藝蟻など   | 疑宜義擬           |
| け | 家計鶏結啓など   | 気既該戒階居介など |
| げ | 下牙雅夏         | 気宜など           |
| こ | 古故胡孤姑高など | 許去虚興己居など   |
| ご | 吾呉胡後悟虞など | 其期碁語御馭       |

## 音声学的分類
| 母音   | /a/        | /i/        | /u/        | /e/        | /o/        |
| ------ | ---------- | ---------- | ---------- | ---------- | ---------- |
| カ行   | カ /ka/    | /ki/       | ク /ku/    | ケ /ke/    | コ /ko/    |
| キャ行 | キャ /kʲa/ | キ /kʲi/   | キュ /kʲu/ | /kʲe/      | キョ /kʲo/ |
| クァ行 | クァ /kʷa/ | クィ /kʷi/ | /kʷu/      | クェ /kʷe/ | クォ /kʷo/ |
| ガ行   | ガ /ga/    | /gi/       | グ /gu/    | ゲ /ge/    | ゴ /go/    |
| ギャ行 | ギャ /gʲa/ | ギ /gʲi/   | ギュ /gʲu/ | /gʲe/      | ギョ /gʲo/ |
| グァ行 | グァ /gʷa/ | グィ /gʷi/ | /gʷu/      | グェ /gʷe/ | グォ /gʷo/ |

無色が無声音、橙色が有声音。有声音の子音は、文頭や撥音の後では破裂音、それ以外では摩擦音（括弧内）となる。「クァ」「グァ」はそれぞれ「クヮ」「グヮ」とも表記される。